# Elio Verde
Elio Verde, (* 10. září 1987, Trentola-Ducenta, Itálie) je reprezentant Itálie v judu.

## Sportovní kariéra
Itálie čekala téměř 10 let na nástupce Džovinaca, tedy judistu schopného vyhrávat velké medaile v nejlehčí váhové kategorii. Verde se mezi seniory začal prosazovat kolem roku 2008. Podobně jako jeho legendární předchůdce vyniká v technice seoi-nage, která je jeho tokui-waza. Celá jeho technika je dána velmi dobrým úchopem (kumi-kata). Jako jeden z prvních Evropanů zvládal variantu seoi-nage přes opačné rameno, se kterou v novém tisíciletí přišli Japonci.
Na olympijských hrách v Pekingu v roce 2008 se ještě nestihl kvalifikovat, ale účast za čtyři roky na olympijských hrách v Londýně si ujít nenechal. Turnajový los mu však nepřál. V předkole dostal nepříjemného Peruánce Postigose. Zbývaly dvě minuty do konce, kdy divákům předvedl svojí specialitu, seoi-nage přes opačné rameno. V prvním kole ho čekal papírově větší favorit Giorgi Zantaraia z Ukrajiny. Zápas, který měl parametry minimálně čtvrtfinále byl hektický od úvodu. Oba dva se velmi dobře znali a první vážnější akce se udála až dvě minuty před koncem, když Verde zaútočil na Zantaraiu technikou seoi-nage. Ukrajinec je však znám svým až abnormálním ukemi – přetočil se po hlavě na břicho. Zantaraia začal mít velké problémy s Verdeho úchopem, k tomu jevil známky únavy a minutu před koncem byl napomínán. V prodloužení bylo zřejmé, kdo měl lepší předolympijskou přípravu. Ukrajinec přestal stíhat a jen díky svému ukemi nebyl minimálně třikrát vybodován. Minutu před koncem prodloužení rozhodčím došla trpělivost, podruhé Ukrajince napomenuli a to znamenalo konec zápas. Ve druhém kole čekal Verdeho další z panamerických rychlíků, Mexikánec Nabor Castillo. V zápase s ním předvedl identickou taktiku jako v předchozích duelech. Po úvodní oťukávání zaútočil dvě minuty do konce zápasu technikou seoi-nage. Castijo dopadl na bok a prohrával na juko, jenže za 30s se od něho nechal načapat na švestkách a po kombinaci seoi-nage+sumi-otoši bylo vyrovnáno. V prodloužení byl Castijo příliš pasivní. Několikrát propagačně nastoupil do seoi-nage a zůstal ležet na zemi. Při posledním takovém pokusu došla Verdemu trpělivost a v pozici na zemi učebnicově nasadil škrcení. Ve čtvrtfinále ho čekal Armén Ovanes Davťan. Oba dva měli za sebou náročné souboje a zápas mezi nimi nebyl divácky atraktivní. Na Verdeho nástupy do seoi-nage reagoval Davťan příliš defenzivě a byl napomínán. Po dvou šidech Arména postupoval dál. V semifinále ho čekal Japonec Hiroaki Hiraoka. Snad za to mohla únava, ale od úvodních minut semifinále s Hiraokou rychlostně nestíhal. Po 20s ho Japonec hodil kombinací na wazari. Následoval bleskurychlý výpad kouči-gari, který ještě ustál, ale za dalších 20s druhé kouči-gari bylo již na ippon. V boji o třetí místo ho vyzval třetí panamerikánec, Brazilec Felipe Kitadai. Zápas byl typický pro boj o medaile. V regulárním čase probíhal pouze boj o úchop s propagačními nástupy do technik. V prodloužení po 9s Kidatai zaútočil a Verde jeho nástup do seoi-nage neustál. Jeho nejsilnější zbraň ho tak paradoxně připravila o medaili. Obsadil 5. místo.
V roce 2013 pokoušel štěstí ve váze pololehké (−66 kg) bez výraznějších úspěchů.

## Výsledky
| Turnaj             | 2005 | 2006 | 2007 | 2008 | 2009 | 2010 | 2011 | 2012 | 2013 |
| ------------------ | ---- | ---- | ---- | ---- | ---- | ---- | ---- | ---- | ---- |
| Olympijské hry     | -    | -    | -    | dns  | -    | -    | -    | 5.   | -    |
| Mistrovství světa  | dns  | -    | úč.  | -    | 3.   | 5.   | dns  | -    | dns  |
| Mistrovství Evropy | dns  | dns  | dns  | úč.  | 5.   | 3.   | 3.   | 7.   | úč.  |
| ME do 23 let       | -    | úč.  | 7.   | 2.   | úč.  | -    | -    | -    | -    |
| MS juniorů         | -    | 7.   | -    | -    | -    | -    | -    | -    | -    |
| ME juniorů         | 5.   | -    | -    | -    | -    | -    | -    | -    | -    |